# Từ điện trở siêu khổng lồ

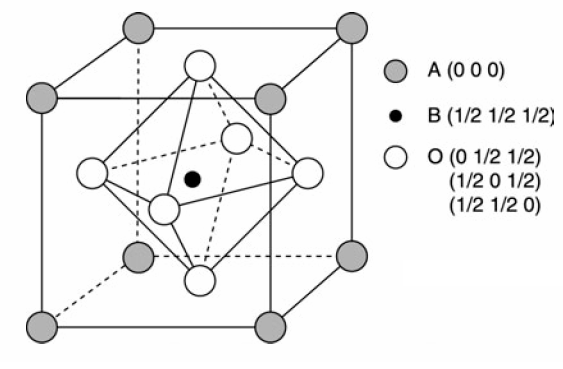
Cấu trúc tinh thể của vật liệu gốm kiểu perovskite có khả năng cho hiệu ứng CMR

Từ điện trở siêu khổng lồ (tiếng Anh: Colossal magnetoresistance, viết tắt là CMR) là một hiệu ứng từ điện trở xảy ra trong các vật liệu gốm, oxide có cấu trúc kiểu perovskite mà trong đó sự thay đổi của điện trở suất của vật liệu dưới tác dụng của từ trường ngoài đạt tới vài cấp so với giá trị ban đầu của nó. Trong thuật ngữ tiếng Việt, tên gọi của CMR chưa được thống nhất do sự so sánh với hiệu ứng từ điện trở khổng lồ (GMR). Nếu hiệu ứng GMR được dịch sang tiếng Việt là Từ điện trở lớn thì CMR được gọi là 'Từ điện trở khổng lồ. Đây là vấn đề mang tính chất ngữ nghĩa, không làm thay đổi bản chất vật lý của hiệu ứng. Vì thế, để thuận tiện, những người làm công tác nghiên cứu vật lý ở Việt Nam thường chỉ gọi tắt là Hiệu ứng CMR.

## Cấu trúc perovskite và hiệu ứng CMR
Hiệu ứng CMR lần đầu tiên được phát hiện vào năm 1993 bởi nhóm nghiên cứu của S. Jin (AT&T Bell Laboratories, Murray Hill, Hoa Kỳ), cùng với một số đồng nghiệp khác ở Đài Loan trên các màng mỏng vật liệu perovskite La-Ca-Mn-O. Nhóm nghiên cứu đã phát hiện ra sự thay đổi điện trở tới hàng ngàn phần trăm và đặt tên là hiệu ứng Colossal magnetoresistance. Tiếp theo đó, hàng loạt nghiên cứu đã phát hiện ra hiệu ứng CMR trong cả vật liệu khối perovskite.
Vật liệu perovskite là nhóm các vật liệu có cấu trúc gần giống nhau, được đặt tên từ vật liệu gốc CaTiO3. Công thức chung của nhóm vật liệu này là ABO3, trong đó A là các nguyên tố kim loại hóa trị 2 (vị trí A), B là một trong số các nguyên tố thuộc nhóm Mn, Ti, Co... (ví dụ như trong vật liệu LaCaMnO3). Nếu A là gốc ban đầu (kim loại kiềm thổ) thì perovskite mang tính chất phản sắt từ. Sự pha tạp thêm các nguyên tố vào vị trí A (thường là các nguyên tố đất hiếm) hay một số nguyên tố vào vị trí B có thể dẫn tới sự thay đổi mạnh trong cấu trúc tinh thể, sự méo mạng và dẫn đến việc thay đổi cấu trúc từ, do đó tính chất từ có thể thay đổi từ phản sắt từ sang sắt từ, hay thuận từ... Xét trên phương diện vật lý, perovskite mang nhiều tính chất lý thú từ sự thay đổi tính chất này, và hiệu ứng CMR cũng bị chi phối bởi sự thay đổi cấu trúc này.

## Cơ chế và ứng dụng của hiệu ứng CMR
Tên gọi của CMR không chỉ khác với GMR trên phương diện con số, mà khác về mặt bản chất cũng như cơ chế. Cơ chế hình thành nên CMR khác với cơ chế của GMR và đến nay vẫn chưa có những lý giải thật sự thỏa đáng. Sự phức tạp này bắt nguồn từ cơ chế tạo tính chất từ của các vật liệu perovskite. Khác với các vật liệu sắt từ khác, cơ chế tạo ra từ tính của các perovskite không đến trực tiếp từ các mômen từ nguyên tử mà bắt nguồn từ các tương tác trao đổi gián tiếp giữa các iôn đứng ở vị trí B (trong công thức phân tử ABO3), ví dụ như Mn là một điển hình, với các iôn ôxi (O). Tương tác trao đổi xảy ra khi hàm sóng của các iôn phủ nhau. Các iôn tại vị trí B thường có 2 hóa trị (ví dụ như có Mn3+, Mn4+) và nếu tương tác giữa các iôn cùng hóa trị gọi là tương tác siêu trao đổi (super exchange - SE), tương tác giữa các iôn khác hoá trị là tương tác trao đổi kép (double exchange - DE). Tương tác trao đổi kép cho tính chất sắt từ, tương tác siêu trao đổi cho tính chất phản sắt từ.
Nếu ở vị trí A chỉ có một nguyên tố kim loại kiềm thổ thì không có sự pha trộn hóa trị của các iôn vị trí B, do đó nó mang tính phản sắt từ. Nhưng khi pha tạp thêm các nguyên tố đất hiếm (có hóa trị 3) thì sẽ tạo ra sự mất cân bằng về hóa trị trong các iôn B. Hơn nữa, sự pha tạp này tạo ra sự biến dạng của mạng tinh thể (méo mạng Jall-Teller). Đây là cơ chế thay đổi tính chất từ của perovskite. Và nhiều tác giả cho rằng hiệu ứng CMR bắt nguồn từ cơ chế này.
Tuy nhiên, cơ chế DE - SE thực ra chưa lý giải một cách thỏa đáng hiệu ứng CMR. Gần đây, có tác giả lại đề xuất cơ chế dựa trên polaron từ,, cho rằng: khi đặt từ trường vào vật liệu, kích thước của các polaron từ phát triển dẫn đến sự thay đổi khả năng tập trung các điện tử trong quá trình vận chuyển, hay nói đơn giản là sự tương tác giữa điện tử với các polaron từ do đó thay đổi tính chất điện của vật liệu. Nhìn chung, cơ chế của CMR còn gây nhiều tranh cãi trong cộng đồng vật lý và do đó nó trở thành một hiệu ứng hấp dẫn cả về mặt nghiên cứu cơ bản lẫn khả năng ứng dụng.
Cùng với các hiệu ứng GMR và TMR, hiệu ứng CMR cũng là một nền tảng cho sự phát triển của công nghệ spintronic trong tương lai. Hiện tại, CMR được sử dụng hiệu quả trong các cảm biến đòi hỏi độ nhạy cao và dải làm việc rộng do sự thay đổi điện trở suất lớn trong quá trình đặt từ trường.